# Örebroite
L'örebroite (simbolo IMA: Öbr) è un minerale molto raro del gruppo della welinite appartenente alla classe minerale dei "silicati e germanati" con composizione chimica Mn2+6(Sb5+Fe3+)(SiO4)2O6.
Strutturalmente appartiene ai nesosilicati.

## Etimologia e storia
L'örebroite è stata chiamata in questo modo da Pete J. Dunn, Donald R. Peacor, Richard C. Erd e Robert A. Ramik nel 1986 dalla città di Örebro (in Svezia), che si trova a 60 km a sud-est dalla località tipo di ritrovamento del minerale, la "miniera di Sjö".

## Classificazione
Nella nona edizione della sistematica dei minerali di Strunz, aggiornata dall'Associazione Mineralogica Internazionale (IMA) fino al 2009, l'örebroite è elencata nella classe "9. Silicati (germanati)" e da lì nella sottoclasse "9.A Nesosilicati"; questa viene ulteriormente suddivisa in base alla struttura del minerale, in modo che l'örebroite possa essere trovata nella sezione "9.AF Nesosilicati con anioni aggiuntivi; cationi in [4], [5] e/o soltanto coordinazione [6]" dove insieme a franciscanite e welinite forma il sistema nº 9.AF.75.
Nell'edizione successiva, proseguita dal database "mindat.org" e chiamata Classificazione Strunz-mindat, tale classificazione viene mantenuta invariata con l'aggiunta del minerale scorticoite.
Nella Sistematica dei lapis (Lapis-Systematik) di Stefan Weiß l'örebroite si trova nella classe dei "silicati" e nella sottoclasse dei "nesosilicati con anioni non tetraedrici"; qui si trova nella sezione nº VIII/B.09 insieme a braunite, abswurmbachite, neltnerite, fransciscanite, welinite, gatedalite, långbanite, yeatmanite e katoptrite.
Anche nella classificazione dei minerali secondo Dana, usata principalmente nel mondo anglosassone, l'örebroite si trova nella classe dei "silicati" e nella sottoclasse "nesosilicati: gruppi SiO4 e O, OH, F e H2O"; queste viene ulteriormente suddivisa in modo da trovare l'örebroite nella sezione dei "nesosilicati: gruppi SiO4 e O, OH, F e H2O con cationi in coordinazione [6] e/o > [6]" dove forma il "gruppo della welinite" con il numero di sistema 52.4.1 insieme a franciscanite, welinite e kittatinnyite.

## Abito cristallino
L'örebroite cristallizza nel sistema trigonale nel gruppo spaziale P3 (gruppo nº 143) con i parametri reticolari a = 8,183(7) Å e c = 4,756(9) Å, oltre ad avere 2 unità di formula per cella unitaria.

## Modificazioni e varietà
Esistono due varietà del minerale, l'örebroite-III (Mn2+6(Fe3+,Sb5+)2Si2(O,OH)14) e l'örebroite-VIII (Mn2+6(Fe3+,Sb5+,As)Si2(O,OH)14), entrambe non riconosciute dall'Associazione Mineralogica Internazionale.

## Origine e giacitura
L'örebroite si trova in aggregati a grana fine con vari antimoniati associata a calcite, hausmannite, dolomite e magnetite. Quest'ultima sembra essere la responsabile del debole magnetismo dell'örebroite.
Il minerale è rarissimo ed è stato rinvenuto solo nella sua località tipo, la città di Örebro (Svezia).